# MVP du Final Four de l'Euroligue
Le MVP du Final Four de l’Euroligue (Euroleague Final Four Most Valuable Player Award) désigne le joueur ayant réalisé les meilleures performances lors du Final Four de l’Euroligue de basket-ball. Le trophée est généralement attribué au meilleur joueur de l’équipe victorieuse. Il est considéré comme le trophée individuel le plus prestigieux attribué en Europe.

## Palmarès
| Année | Joueur               | Équipe                          |
| ----- | -------------------- | ------------------------------- |
| 1988  | Bob McAdoo           | Tracer Milano                   |
| 1989  | Dino Rađa            | Jugoplastika Split              |
| 1990  | Toni Kukoč           | Jugoplastika Split              |
| 1991  | Toni Kukoč           | Pop 84 Split                    |
| 1992  | Predrag Danilović    | Partizan Belgrade               |
| 1993  | Toni Kukoč           | Benetton Trevise                |
| 1994  | Žarko Paspalj        | Olympiakós                      |
| 1995  | Arvydas Sabonis      | Real Madrid                     |
| 1996  | Dominique Wilkins    | Panathinaïkos                   |
| 1997  | David Rivers         | Olympiakós                      |
| 1998  | Zoran Savić          | Kinder Bologne                  |
| 1999  | Tyus Edney           | Žalgiris Kaunas                 |
| 2000  | Željko Rebrača       | Panathinaïkos                   |
| 2001  | Ariel McDonald       | Maccabi Tel-Aviv (Suproligue)   |
| 2001  | Emanuel Ginóbili     | Kinder Bologne (ULEB Euroligue) |
| 2002  | Dejan Bodiroga       | Panathinaïkos                   |
| 2003  | Dejan Bodiroga       | FC Barcelone                    |
| 2004  | Anthony Parker       | Maccabi Tel-Aviv                |
| 2005  | Šarūnas Jasikevičius | Maccabi Tel-Aviv                |
| 2006  | Theódoros Papaloukás | CSKA Moscou                     |
| 2007  | Dimítris Diamantídis | Panathinaïkos                   |
| 2008  | Trajan Langdon       | CSKA Moscou                     |
| 2009  | Vasílios Spanoúlis   | Panathinaïkos                   |
| 2010  | Juan Carlos Navarro  | FC Barcelone                    |
| 2011  | Dimítris Diamantídis | Panathinaïkos                   |
| 2012  | Vasílios Spanoúlis   | Olympiakós                      |
| 2013  | Vasílios Spanoúlis   | Olympiakós                      |
| 2014  | Tyrese Rice          | Maccabi Tel-Aviv                |
| 2015  | Andrés Nocioni       | Real Madrid                     |
| 2016  | Nando de Colo        | CSKA Moscou                     |
| 2017  | Ekpe Udoh            | Fenerbahçe                      |
| 2018  | Luka Dončić          | Real Madrid                     |
| 2019  | Will Clyburn         | CSKA Moscou                     |
| 2021  | Vasilije Micić       | Anadolu Efes Spor Kulübü        |
| 2022  | Vasilije Micić       | Anadolu Efes Spor Kulübü        |
| 2023  | Edy Tavares          | Real Madrid                     |
| 2024  | Kostas Sloukas       | Panathinaïkos                   |
| 2025  | Nigel Hayes          | Fenerbahçe                      |

## Les plus titrés

### Joueurs
| Nombre | Joueur               |
| ------ | -------------------- |
| 3      | Toni Kukoč           |
| 3      | Vasílios Spanoúlis   |
| 2      | Dejan Bodiroga       |
| 2      | Dimítris Diamantídis |
| 2      | Vasilije Micić       |

### Équipes
| Nombre | Joueur                          |
| ------ | ------------------------------- |
| 7      | Panathinaïkos                   |
| 4      | Olympiakós                      |
| 4      | CSKA Moscou                     |
| 4      | Real Madrid                     |
| 3      | Jugoplastika Split/Pop 84 Split |
| 3      | Maccabi Tel-Aviv                |
| 2      | Kinder Bologne                  |
| 2      | FC Barcelone                    |
| 2      | Anadolu Efes Spor Kulübü        |
| 2      | Fenerbahçe                      |

### Classement par nationalité
| Nombre | Pays       |
| ------ | ---------- |
| 11     | États-Unis |
| 8      | Serbie     |
| 7      | Grèce      |
| 4      | Croatie    |
| 2      | Lituanie   |
| 1      | Argentine  |
| 1      | Espagne    |
| 1      | Slovénie   |